# I Am Alive (Joseph Williams)
I Am Alive è il secondo album in studio del cantante Joseph Williams pubblicato nel 1996.
L'album ebbe un mediocre successo commerciale, anche se a oggi è l'album in assoluto più conosciuto di Joseph Williams, nell'album sono presenti molti musicisti della scena rock statunitense, fra questi anche gli ex compagni di band nei Toto Steve Porcaro, Bobby Kimball, Mike Porcaro e Lenny Castro, fra gli ex compagni dei Toto figura anche Jeff Porcaro, che aveva inciso le parti di batteria del brano I Am Alive, che era stato scritto e registrato alcuni anni prima, mentre invece la composizione del testo risale al periodo in cui i Toto erano impegnati nel The Seventh One World Tour. Fra gli altri ospiti troviamo Michael Landau, James Harrah, Joey Carbone, Mark Goldenberg, Michael Thompson, Bill Champlin, Danny Peck, Katy Segal, Paul Gordon e Jason Scheff. Dall'album fu estratto il brano Heroes. Il brano Cool Night è una cover del pezzo Cool Night di Paul Davis. Il sound dell'album è molto orientato musicalmente sulla scia anni ottanta, forse questo il motivo del poco successo, per sonorità e arrangiamenti, qualcuno definì l'album un misto tra Chicago 16, Chicago 17, Chicago 18, Chicago 19, Fahrenheit e The Seventh One. L'album fu pubblicato nel marzo 1996, e ripubblicato un anno dopo con l'aggiunta di due tracce : Never Let You Go e la strumentale Afterlife, in cui l'artista suona tutti gli strumenti.

## Tracce
1. Perfectly Clear (A. Williams, J. Carbone, J. Williams) - 4:54
2. Heroes (A. Williams, J. Carbone, J. Williams) - 5:15
3. Cool Night (P. Davis) - 4:04
4. I Am Alive (J. Williams, P. Gordon) - 5:41
5. Babylon (P. Gordon) - 3:49
6. Dirty Little War (J. Gruska, P. Gordon) - 3:39
7. Unarm Your Heart (J. Williams, P. Gordon) - 3:47
8. Out Of Harms Way (J. Williams, P. Gordon) - 4:02
9. I Believe In You (A. Williams, P. Gordon, J. Williams) - 4:08
10. I'd Rather Dance By Myself (J. Williams, P. Gordon) - 5:02

## Tracce aggiunte nella ripubblicazione del 1997
1. Never Let You Go (J. Williams, P. Gordon) - 4:32
2. Afterlife (J. Williams) - 4:24

## Formazione
- Joseph Williams- voce e drum programming
- Bobby Kimball- voce secondaria (1, 4)
- Mike Porcaro- basso elettrico (1, 2, 4, 5, 6, 7, 8, 9, 10)
- Steve Porcaro- tastiera (4, 7, 8, 10)
- Lenny Castro- percussioni (4, 7, 8, 10)
- Jeff Porcaro- batteria (solo in I Am Alive)
- Michael Landau- chitarra (2, 4, 9)
- James Harrah- chitarra (1, 3, 4, 5, 6, 7, 8, 10)
- Joey Carbone- tastiera e drum programming (1, 2, 9)
- Mark Goldenberg- chitarra (4, 5)
- Michael Thompson- chitarra (5, 6, 7, 8, 10)
- Bill Champlin- voce secondaria (2, 3, 7, 9)
- Danny Peck- voce secondaria (solo in I Am Alive)
- Katy Segal- voce secondaria (solo in I Am Alive)
- Paul Gordon- voce secondaria (solo in I Am Alive) e drum programming (1, 2, 9)
- Jason Scheff- basso elettrico (solo in Cool Night) e voce secondaria (2, 3, 9)
- Amye Williams- voce secondaria (1, 2, 9)
- Jay Graydon- chitarra (solo in Cool Night)